# René-Josué Valin
René-Josué Valin, född 10 juni 1695 i La Rochelle, död 11 augusti 1765 i Lauzières, var en fransk jurist, specialiserad på sjörätt, känd för sina kommentarer om Grande Ordre de la Marine (1681).